# Saxicola caprata
La tarabilla pía (Saxicola caprata) es una especie de ave paseriforme de la familia Muscicapidae propia del sur de Asia.

## Distribución y hábitat

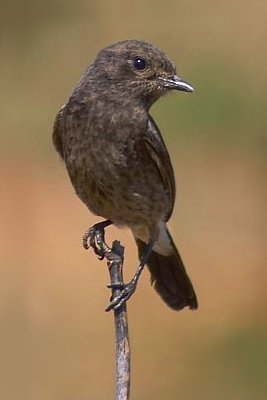
Hembra de S. c. caprata.

Se extiende por la región indodomalaya y parte de Asia central. Hacia 1950 llegaron y colonizaron Nueva Guinea. Habita en espacios abiertos: praderas, cultivos, sabanas y zonas de matorral.